# Российское авторское общество
«Российское авторское общество» (РАО) — некоммерческая общероссийская общественная организация, созданная в 1993 году для коллективного управления авторскими правами.
Полное наименование — «Общероссийская общественная организация „Российское авторское общество“».
РАО призвано управлять имущественными правами авторов, других обладателей авторских прав, когда осуществление этих прав в индивидуальном порядке затруднительно (например, сбор авторского вознаграждения за сообщение произведений в эфир и по кабелю, публичное исполнение произведений, воспроизведение, репродуцирование и так далее). При этом РАО имеет право «защищать права» неопределённого круга правообладателей вне зависимости от того, заключили ли они с РАО договор или нет.
По мнению Бориса Барабанова, корреспондента журнала «Власть», РАО является монополией, поддержанной государством.
Непонимание схем и механизмов, по которым работает РАО, вызывает много вопросов и недовольство со стороны многих правообладателей, в связи с чем некоторые из них исключают свои произведения из управления РАО. Скандалы вокруг деятельности РАО неоднократно вызывали большой общественный резонанс. Организация многократно дискредитировала себя перед владельцами интеллектуальной собственности, в результате чего 28 июня 2016 года руководитель РАО Сергей Федотов был арестован МВД РФ по подозрению в мошенничестве.

## История создания
29 ноября 1870 г. по инициативе писателя А. Н. Островского было учреждено «Собрание русских драматических писателей». На его основе 21 октября 1874 года создано «Общество русских драматических писателей», ставшее первым в истории России авторско-правовым обществом. Председателем Общества был избран А. Н. Островский. В момент основания в Общество входил 81 член, в том числе А. К. Толстой, И. С. Тургенев и Н. С. Лесков.
21 октября 1875 г. к Обществу присоединились композиторы во главе с Н. А. Римским-Корсаковым, образовав «Общество русских драматических писателей и композиторов».
В 1904 г. из-за возникших противоречий Общество разделилось на Московское общество драматических писателей и композиторов (МОДПИК) и ДРАМСОЮЗ с центром в г. Санкт-Петербурге. И только в 1930 г. эти общества вновь объединились во Всероссийское общество драматургов и композиторов.
После присоединения СССР к Всемирной (Женевской) конвенцию об авторском праве в 1973 году было создано Всесоюзное агентство по авторским правам (ВААП), учредителями которого стали все творческие союзы и ряд организаций-пользователей произведений авторов. ВААП в своей деятельности вновь объединило все сферы авторского права, став авторитетной авторско-правовой организацией — членом Международной конфедерации обществ авторов и композиторов (СИЗАК).
- В 1991 году ВААП было трансформировано в Государственное агентство по авторским и смежным правам (ГААСП), а в 1992 г. — в Российское агентство интеллектуальной собственности (РАИС).
- 3 августа 1993 вступил в силу Закон РФ «Об авторском праве и смежныx правах», предусматривающий создание негосударственных и некоммерческих организаций, осуществляющих управление авторскими и смежными правами на коллективной основе.
- 12 августа 1993 г. было образовано Российское авторское общество в статусе общественной организации.
- 30 сентября 1993 года был зарегистрирован в Министерстве юстиции РФ Устав РАО.
- 7 октября 1993 Президент РФ (Б. Н. Ельцин) своим указом ликвидировал РАИС, объявил его правопреемником Российское авторское общество (РАО) и определил, что РАО находится под покровительством Президента РФ.[7]

## Представительство и международное сотрудничество
В настоящее время РАО, согласно сведениям на официальном сайте организации, объединяет более 26 тыс. российских авторов и более 1 млн зарубежных авторов и их правопреемников, в соответствии с соглашениями о взаимном представительстве интересов на основании более 150 соглашений с зарубежными партнёрами из 66 стран.
РАО — член Международной конфедерации обществ авторов и композиторов (СИЗАК).

## Государственная аккредитация
В августе 2008 года РАО получило государственную аккредитацию в качестве организации по коллективному управлению в сферах:
- управление исключительными правами на обнародованные музыкальные произведения (с текстом или без текста) и отрывки музыкально-драматических произведений в отношении их публичного исполнения, сообщения в эфир или по кабелю, в том числе путём ретрансляции (подпункты 6 — 8 пункта 2 статьи 1270 ГК РФ);
- осуществление прав композиторов, являющихся авторами музыкальных произведений (с текстом или без текста), использованных в аудиовизуальном произведении, на получение вознаграждения за публичное исполнение или сообщение в эфир или по кабелю такого аудиовизуального произведения (пункт 3 статьи 1263 ГК РФ)[11].

## Финансовые показатели деятельности
| 1999 | 2001 | 2002 | 2004 | 2005 | 2006 | 2007  | 2008  | 2009  | 2010  | 2011  | 2017  |
| 0,19 | 0,38 | 0,50 | 0,93 | 1,12 | 1,25 | 1,536 | 2,160 | 2,778 | 2,694 | 2,942 | 5,053 |

## Резонансные события с участием РАО
Непонимание схем и механизмов, по которым работает РАО, давно ставило много вопросов и копило недовольство со стороны многих авторов и правообладателей, некоторые из них (такие известные композиторы, как, Илья Резник, Раймонд Паулс, Максим Фадеев, Стас Намин, Алексей Рыбников) уже исключили свои произведения из управления РАО.

### Претензии РАО к Продюсерскому центру В. Лазарева (г. Нижний Новгород)
В 2008 году Волго-Вятский филиал РАО выдвинул обвинения против организатора концерта группы «Ария» нижегородского «Продюсерского центра Валерия Лазарева». По мнению РАО, на организованном центром Валерия Лазарева концерте, прошедшем в Нижнем Новгороде, были нарушены авторские права нескольких композиторов и поэтов, в том числе Валерия Кипелова, который считается соавтором некоторых песен, исполнявшихся, по утверждению РАО, на этом концерте. По словам В. Лазарева, песни Кипелова на концерте не исполнялись, а представителей РАО на концерте не было.
РАО обратилось в Сормовское РУВД Нижнего Новгорода с просьбой установить и привлечь виновных в нарушении авторских прав к ответственности. Между тем, хотя представителей РАО на самом концерте не было, являясь аккредитованной организацией РАО представляет интересы авторов в силу закона. 

### Иски РАО к ООО «Юг-Арт» (г. Ростов-на-Дону)
8 марта 2009 года в Ростове-на-Дону состоялся концерт арт-группы «Хор Турецкого», в ходе которого были публично исполнены 27 произведений российских и иностранных авторов. Организатором концерта являлось ООО «Юг-Арт». Лицензионный договор с РАО заключён не был. Южный филиал РАО 21 апреля 2009 года обратился в Кировский суд г. Ростов-на-Дону с иском в защиту прав авторов исполненных на концерте произведений. При этом в иске авторами песни «Город золотой» были ошибочно указаны Леонид Каганов и Борис Гребенщиков, от имени которых, и без их ведома, был подан иск.
19 июня 2009 года суд постановил взыскать с ООО «Юг-Арт» компенсацию за каждый случай бездоговорного использования охраняемых произведений. Всего размер взысканной с ответчика компенсации составил 810 000 рублей. Кроме того, были взысканы: 8 115 рублей — госпошлина и 3 000 рублей — стоимость билетов на концерт.
Кировский районный суд Ростова-на-Дону вынес 15 июня 2009 года решение, согласно которому организатор концерта группы «Deep Purple» в этом городе 19 октября 2008 года — ООО «Юг-Арт» использовало пятнадцать произведений Deep Purple без договора с РАО. В резолютивной части решения суд, в частности, указал:

Взыскать с ООО «Юг-Арт» в пользу Общероссийской общественной организации «Российское Авторское Общество» в лице Южного филиала РАО для дальнейшего распределения и выплаты авторам-членам авторско-правовой организации Пи-Эр-Эс (PRS): Яну Гиллану (I.Gillan), Яну Пейсу (I.Paice), Роджеру Гловеру (R.Glover), члену авторско-правового общества «Би-Эм-Ай» (BMI): Стиву Морсу (S.Morse) компенсацию за каждый случай бездоговорного использования произведения в сумме 30 000 рублей, а всего 450 000 рублей.

13 августа 2009 года в кассационной инстанции Ростовский областной суд отправил дело о концерте рок-группы «Deep Purple» на новое рассмотрение. 20 октября 2009 года Кировский районный суд г. Ростова-на-Дону при повторном рассмотрение дела вновь вынес решение о присуждении в пользу РАО 457 500 рублей.

### Претензия РАО к РФПЛ
В июле 2009 года РАО выдвинуло претензии к Российской футбольной премьер-лиге (РФПЛ) по поводу использования перед матчами отечественного чемпионата «Футбольного марша» М. И. Блантера. Дело получило широкий резонанс в СМИ. После этого РАО заявило, что не будет выдвигать требования к РФПЛ о выплате авторского вознаграждения за использование указанного произведения в ходе проведения футбольных матчей в Российской Федерации.
В свою очередь, РФПЛ констатировала, что содержание пресс-релиза РАО об отказе в требовании авторского вознаграждения за «Футбольный марш» не совсем соответствует действительности. В сообщении РФПЛ отмечается, что в интервью каналу «Вести-24» наследница композитора Татьяна Бродская утверждала, что в договоре о поручении РАО управлять её имущественными правами нет и не могло быть упоминания данного произведения. Также РФПЛ выразило недоумение, каким образом «Футбольный марш» М. И. Блантера оказался в реестре произведений, правами на которые управляет РАО на основе договоров с правообладателями.

### РАО против ОГИ
Осенью 2008 года РАО направило в небольшое московское издательство «ОГИ» письмо по поводу текстов Александра Галича, размещённых на образовательном ресурсе «Рутения» (обозначенном в названии как совместный проект кафедры русской литературы Тартуского университета и издательства «ОГИ»), в котором грозило порталу судебным иском на 5 миллионов рублей и требовало «урегулировать ситуацию». Тексты были немедленно убраны с сайта, однако РАО в августе 2009 года подало иск на «ОГИ», оценив нанесённый правообладателю (дочери поэта) материальный ущерб в 1 миллион 360 тысяч рублей. В связи с этим начался флешмоб, заключающийся в публикации в блогах стихотворения Александра Галича «Мы не хуже Горация» и отправке писем в РАО с просьбой о разъяснении правовых последствий такой публикации. Затем было опубликовано открытое письмо к правообладателю Алёне Галич-Архангельской с просьбой способствовать отзыву иска, поскольку «специалисты по охране текстов от читателя исходили из неверной оценки ситуации», избрав в качестве повода публикацию на некоммерческом сайте, а «посмертная цензура и преследование свободного распространения текстов» Галича наносят ущерб «коллективной памяти» и самому правообладателю. Письмо подписали ведущие мировые специалисты в области русской словесности, литераторы, издатели, студенты, аспиранты и сотрудники гуманитарных вузов России и других стран.

### РАО против организаторов концерта хора ветеранов
В марте 2010 года прокуратура по заявлению Российского авторского общества предъявила претензии организаторам бесплатного концерта хора ветеранов в Самаре, потребовав выплаты вознаграждения авторам за публичное исполнение песен военных лет. Недоумение действиями РАО выразили композитор Оскар Фельцман, а также ряд известных политиков.
23 апреля 2010 года самарский хор ветеранов фронта и тружеников тыла по приглашению РАО принял участие в концерте, посвящённом завершению Дней интеллектуальной собственности.
А вот что считает правильным подходом во взаимоотношениях с пользователями генеральный директор РАО Сергей Федотов: «Мы бы, конечно, хотели добиться того, чтобы гонорары авторам выплачивались и их интересы учитывались. Что же касается целого ряда бесплатных, благотворительных мероприятий, то в большинстве случаев мы идём навстречу организаторам и не взимаем плату. Это очень важно, мы стараемся быть в диалоге с обществом, прислушиваться к тем сигналам, которые поступают. В ближайшее время планируем провести слушания в Общественной палате, которые будут посвящены бесплатному использованию музыки. Надеемся, что удастся достичь общественного компромисса, определённого баланса сил и интересов в этой области».

### Незаконность деятельности регионального управления РАО в Екатеринбурге
Весной 2010 года РАО подало в суд на кинотеатр в Каменске-Уральском за то, что там демонстрировались фильмы «Аватар», «Шерлок Холмс», «Книга Илая», «Чёрная молния» без заключения договоров о вознаграждении обладателям прав на музыку, использованную в фильмах. При этом кинотеатром были заключены официальные договоры с обладателями прав на сами фильмы — ООО «Юниверсал Пикчерз Интернэшнл», ООО "Кинокомпания «Каро Премьер». РАО рассмотрело это как правонарушение, предусмотренное частью 1 статьи 7.12 КОАП РФ и добилось изъятия оборудования кинотеатра и наложило штраф в размере 30 тысяч рублей.
Несколько кинотеатров Екатеринбурга заявили, что не согласны с действиями РАО, так как по их мнению договор с обладателем прав на фильм так же включает и разрешение на воспроизведение звукового сопровождения фильма. Они обратились в прокуратуру с заявлением о незаконности деятельности регионального управления Российского Авторского общества.
«Однако настаивая на незаконных требованиях о выплате вознаграждения и уклоняясь от переговоров, РАО выбрало тактику административного давления на кинотеатры через правоохранительные и иные государственные органы, обвиняя их в нарушении авторских прав. В такой ситуации было принято решение инициировать рассмотрение вопроса о законности деятельности Регионального управления РАО»
 — сказал Евгений Дедков, директор юридической фирмы, нанятой кинотеатрами для подготовки обращения в областную прокуратуру.
Прокурорская проверка выявила нарушение ФЗ от 19.05.1995 № 82-ФЗ «Об общественных объединениях» и устава РАО, признав незаконной деятельность региональной структуры РАО, так как общественные объединения не вправе вести деятельность через подобные обособленные структурные подразделения. Информация о нарушении была направлена в адрес прокурора Москвы.

### Иски против филармоний
В конце 2011 года РАО подало иски против Московской, Свердловской и Нижнетагильской филармоний. Особенностью исков было то, что РАО фактически требовало от филармоний выплаты авторских вознаграждений за произведения классиков, живших несколько веков назад. Районный суд в Екатеринбурге прекратил производство дела, так как споры с участием организаций по коллективному управлению авторскими правами были отнесены к подведомственности арбитражных судов, но РАО заявило о намерении довести судебное дело до конца.
Суть конфликта состоит в том, что многие годы отчисления в РАО производились без учёта реального времени звучания современной музыки в концерте (10 % от всего сбора с концерта, даже если произведение звучало 5 минут из 1,5 часов). 

### Обвинения в мошенничестве
27 июня 2016 года в офисе РАО на Большой Бронной (г. Москва) работали правоохранительные органы, проводился обыск, шла выемка служебных документов. В доме руководителя РАО Сергея Федотова, в этот день также проходили следственные действия. 28 июня МВД РФ сообщило о задержании гендиректора РАО С. С. Федотова по подозрению в мошенничестве (часть 4 статьи 159 УК РФ) в особо крупных размерах, по предварительной оценке, ущерб от действий главы РАО превышает 500 млн рублей.
В 2015 году Главное управление экономической безопасности уже проводило проверку РАО по факту хищения авторских средств. Весной 2016 МВД и прокуратура Москвы проверили деятельность обществ по коллективному управлению авторскими правами — РАО, Российского союза правообладателей (РСП) и Всероссийской организации интеллектуальной собственности (ВОИС). Проверка проводилась по запросу депутата Госдумы Сергея Обухова. По его данным, за время работы РАО, РСП и ВОИС «более 10 млрд руб. не дошло до авторов, исполнителей, создателей фонограмм и иных правообладателей».
В феврале 2017 года стали известны результаты аудита о деятельности бывшего топ-менеджмента РАО: через нелегальные схемы из организации были выведены сотни миллионов рублей.

## Предполагаемое объединение с другими авторскими обществами
17 июля 2015 года под руководством генерального директора ВОИС Андрея Кричевского была проведена незапланированная конференция трёх крупнейших российских организаций, занимающихся коллективным управлением — РАО, РСП и ВОИС на которой было объявлено, что РСП, ВОИС и РАО объединятся в единую структуру — Профсоюз деятелей культуры, российское авторское общество (ПДК РАО) под руководством Кричевского. При этом предполагалась постепенная организационная ликвидация всех трёх независимых организаций, включая РАО.
Конференция оказалась не признанной руководством РАО и РСП, которое объявило о её нелегитимности. По состоянию на осень 2015 года объединение фактически не состоялось.

## Смена руководства
В июле 2016 года инициативная группа авторов выдвинула предложение о проведении внеочередной конференции РАО, которое поддержали большинство авторов-членов РАО со всей России. На конференции, которая состоялась в Москве 31 августа 2016 года, было принято решение о смене генерального директора и Авторского Совета РАО. Генеральным директором был избран Максим Дмитриев, также был утверждён новый состав Авторского Совета.
Несмотря на очевидную легитимность конференции, которая была проведена в строгом соответствии с действующим законодательством РФ и Уставом РАО, отправленное в отставку руководство РАО инициировало ряд судебных разбирательств, искусственно препятствуя новому руководству в управлении организацией. 23 декабря 2016 года Министерство юстиции РФ официально утвердило решения конференции, соответствующие сведения были внесены в ЕГРЮЛ.
29 декабря 2016 года в РАО состоялось первое рабочее заседание нового руководящего состава организации. В январе 2017 года крупнейшая российская аудиторская компания ФБК Grant Thornton приступила к проверке финансово-хозяйственной деятельности РАО. На внеочередной конференции РАО, которая прошла 28 апреля 2017 года, были объявлены результаты аудита и приняты решения, направленные на финансовое оздоровление и повышение эффективности деятельности организации. В частности, принято решение о создании региональных отделений РАО, которые должны будут заменить неэффективные 13 филиалов и 35 представительств организации по всей России. В Авторский Совет РАО вошли новые члены — известные деятели культуры и искусства.